# Energieproducent
Een energieproducent is een energiebedrijf dat energie produceert in een of meerdere energiecentrales. In verband met de liberalisering van de energiemarkt mogen energieproducenten en energieleveranciers in Europa op grond van Europese regelgeving geen eigenaar zijn van het net waarover de energie wordt getransporteerd. De geproduceerde energie wordt via een netbeheerder naar een energieleverancier getransporteerd.

## Energievormen
De energie die wordt geproduceerd kan fossiele of duurzame energie zijn, in de vorm van elektriciteit, gas of warmte. Deze kan worden opgewekt in een gascentrale, kerncentrale, warmte-krachtcentrale of kolencentrale of met zonne-energie, windenergie, waterkracht of via warmte-krachtkoppeling.

## Nederland

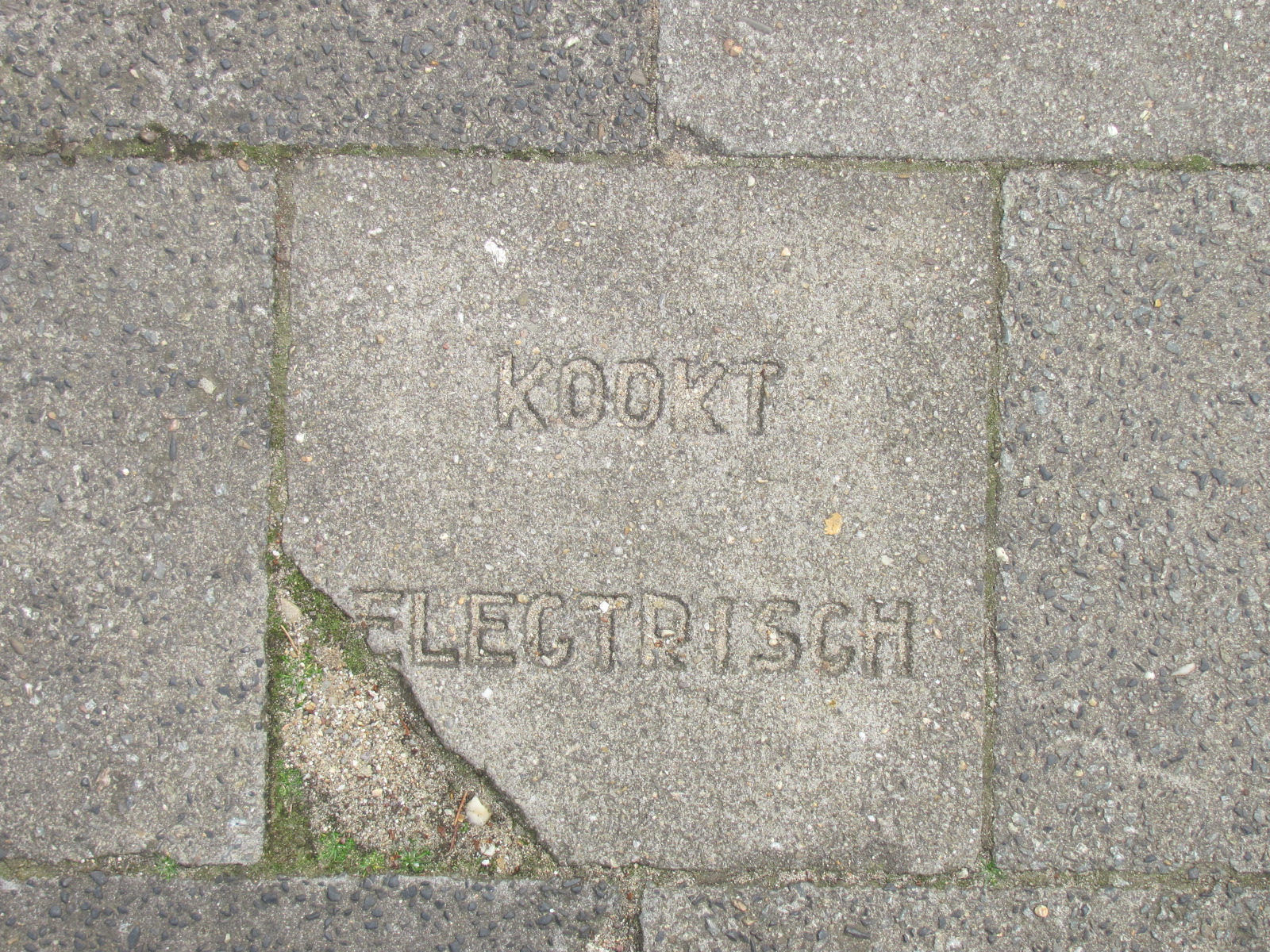
Openbare nutsbedrijven maakten in de eerste helft van de twintigste eeuw (toen elektriciteit nog als electriciteit werd geschreven) reclame via stoeptegels. Deze tegel ligt in de Gentiaanstraat in Arnhem (Nederland)

In de 20ste eeuw waren energiebedrijven gewoonlijk nutsbedrijven. Deze bedrijven waren verticaal geïntegreerd, dat wil zeggen dat ze zowel opwekking als transport via het net en levering aan de afnemers verzorgden. De basis voor de opsplitsing van energiebedrijven werd gelegd met Richtlijn 96/92/EG van het Europees Parlement en de Raad van de Europese Unie van 19 december 1996. In 2004 kondigde het Nederlandse kabinet aan dat verticaal geïntegreerde energiebedrijven moesten worden opgesplitst in enerzijds netbeheerders en anderzijds energieproducenten en -leveranciers. In 2006 leidde dit tot de Wet onafhankelijk netbeheer of Splitsingswet.
In 2007 maakte de Europese Commissie plannen bekend voor de definitieve doorvoering van de splitsing. In 2015 bepaalde de Hoge Raad definitief dat Nederlandse verticaal geïntegreerde energiebedrijven moesten worden opgesplitst.

### Kritiek op de splitsing

Tijdlijn van de fusies en splitsingen van de verschillende provinciale, regionale en gemeentelijke energiebedrijven (elektriciteit én gas) in Nederland, 1986–2014

Bij de energiebedrijven was er veel weerstand tegen de van boven opgelegde opsplitsing. Zij zagen hierdoor hun winstgevendheid verzwakt en vreesden via vijandige overnames ten prooi te vallen aan grote buitenlandse bedrijven. Nuon haalde bijvoorbeeld zijn winst vooral uit de productie van energie en uit handel in het buitenland. Door de Splitsingswet werd het plan voor een fusie van Nuon en Essent – juist bedoeld om zich te wapenen tegen die buitenlandse concerns – doorkruist.
Nederland ging veel verder dan EU-richtlijn 96/92/EG voorschreef. Door de verplichte verkoop van hun netwerk werden de Nederlandse bedrijven commercieel ernstig verzwakt, waardoor zij een overnameprooi werden voor grote buitenlandse concerns, die zelf nog steeds waren geïntegreerd. Zo werd Essent in 2009 opgekocht door het Duitse RWE en NUON overgenomen in 2009 en 2012 door Vattenfall. Het Japanse concern Mitsubishi nam in 2019 Eneco over.

## Lijst van energiebedrijven
| Land van herkomst   | Bedrijf                          | Landen waar het bedrijf actief is | Grootste aandeelhouder |
| ------------------- | -------------------------------- | --- | --- |
| België              | Electrabel                       | België, Nederland | Engie |
| België              | EDF Luminus                      | België | EDF(63,5%) |
| België              | Ecopower                         | Vlaanderen | energiecoöperatie |
| België              | Belpower                         | België | Reibel |
| België              | Lampiris                         | België | Total S.A. |
| België              | OCTA+                            | België | Familiebedrijf |
| België              | Wase Wind                        | Vlaanderen (enkel regio Waasland) | coöperatie |
| China               | PetroChina                       | China | De Chinese overheid |
| Denemarken          | Dong Energy                      | Denemarken, Duitsland, Nederland, Noorwegen, Zweden, Groot-Brittannië                                                                 | De Deense overheid grootaandeelhouder met 58,8%                                                                                               |
| Duitsland           | E.ON                             | Duitsland, Bulgarije, Nederland, Hongarije, Tsjechië, Roemenië, Slowakije, Verenigde Staten, Verenigd Koninkrijk, Zweden, Zwitserland | 79% institutionele beleggers, geen aandeelhouders boven de 6%                                                                                 |
| Duitsland           | RWE                              | Duitsland, Hongarije, Nederland, Polen, Slowakije, Verenigd Koninkrijk                                                                | 86% institutionele beleggers, waaronder Duitse gemeenten verenigd in 'RW Energie-Beteiligungsgesellschaft' (16%)                              |
| Duitsland           | EnBW                             | Duitsland | 'OEW Energie-Beteiligungs GmbH' (46,55%), deelstaat Baden-Württemberg eveneens (46,55%)                                                       |
| Frankrijk           | EDF                              | Frankrijk | De Franse overheid heeft 85% van de aandelen                                                                                                  |
| Frankrijk           | Poweo                            | Frankrijk | |
| Frankrijk           | GDF Suez                         | Frankrijk, België | Zo'n 35% van de aandelen zijn in handen van de Franse overheid                                                                                |
| Ierland             | Bord Gáis                        | Ierland | De Ierse overheid |
| Ierland             | Bord Na Móna                     | Ierland | De Ierse overheid |
| Ierland             | ESB                              | Ierland | De Ierse overheid |
| Indonesië           | Pertamina                        | Indonesië | De Indonesische overheid |
| Indonesië           | Perusahaan Listrik Negara        | Indonesië | De Indonesische overheid |
| Italië              | Enel                             | Italië | Italiaanse overheid heeft 30% van de aandelen                                                                                                 |
| Italië              | Edison                           | Italië | Meerderheidsaandeelhouder is het Franse elektriciteitsbedrijf EDF                                                                             |
| Nederland           | Anode                            | Nederland, België, Luxemburg, Duitsland                                                                                               | |
| Nederland           | Cogas                            | Nederland | Engie Energie Nederland) |
| Nederland           | DELTA                            | Nederland | Provincie Zeeland |
| Nederland           | Eneco                            | Nederland, België | Diversen Nederlandse gemeenten. |
| Nederland           | Energiedirect.nl                 | Nederland | Essent |
| Nederland           | Essent                           | Nederland, België, Duitsland | RWE |
| Nederland           | Gazprom Energy                   | Nederland | |
| Nederland           | Greenchoice                      | Nederland | 30% van de aandelen is in handen van Eneco |
| Nederland           | Gulf Gas & Power                 | Nederland | |
| Nederland           | MAIN Energie                     | Nederland | |
| Nederland           | UnitedConsumers Energie          | Nederland | samenwerking van Engie Energie Nederland en UnitedConsumers                                                                                   |
| Nederland           | Nederlandse Energie Maatschappij | Nederland | |
| Nederland           | Nuon                             | Nederland, Duitsland | Vattenfall en nu nog enkele Nederlandse provincies en gemeenten. Vattenfall zal alle aandelen kopen in een aantal stappen in de komende jaren |
| Nederland           | Nuon Belgium                     | België | Eni |
| Nederland           | Oxxio                            | Nederland | Eneco |
| Nederland           | Rendo                            | Nederland | Engie |
| Nederland           | Robin Energie                    | Nederland | |
| Nederland           | Total Gas & Power Nederland      | Nederland | |
| Nederland           | Windunie                         | Nederland | |
| Spanje              | Endesa                           | Spanje | ENEL heeft ruim 90% van de aandelen |
| Spanje              | Gas Natural                      | Spanje | |
| Spanje              | Iberdrola                        | Spanje | |
| Verenigd Koninkrijk | British Energy                   | Verenigd Koninkrijk | EDF (80%), Centrica (20%) |
| Verenigd Koninkrijk | Centrica                         | Verenigd Koninkrijk, Verenigde Staten, Nederland                                                                                      | |
| Verenigd Koninkrijk | Scottish and Southern Energy     | Verenigd Koninkrijk | |
| Verenigde Staten    | Exelon                           | Verenigde Staten | |